# سندی پیرسون
سندی پیرسون (انگلیسی: Sandy Pearson; ۲۴ اوت ۱۹۱۸ – ۷ نوامبر ۲۰۱۲) فرد نظامی اهل استرالیا بود. وی همچنین برندهٔ جوایزی همچون صلیب نظامی شده‌است.